# Indywidualne Mistrzostwa Szwecji na Żużlu 1982
Indywidualne Mistrzostwa Szwecji na Żużlu 1982 – cykl turniejów żużlowych, mających wyłonić najlepszych żużlowców szwedzkich. Tytuł wywalczył Anders Michanek (Getingarna Sztokholm). 

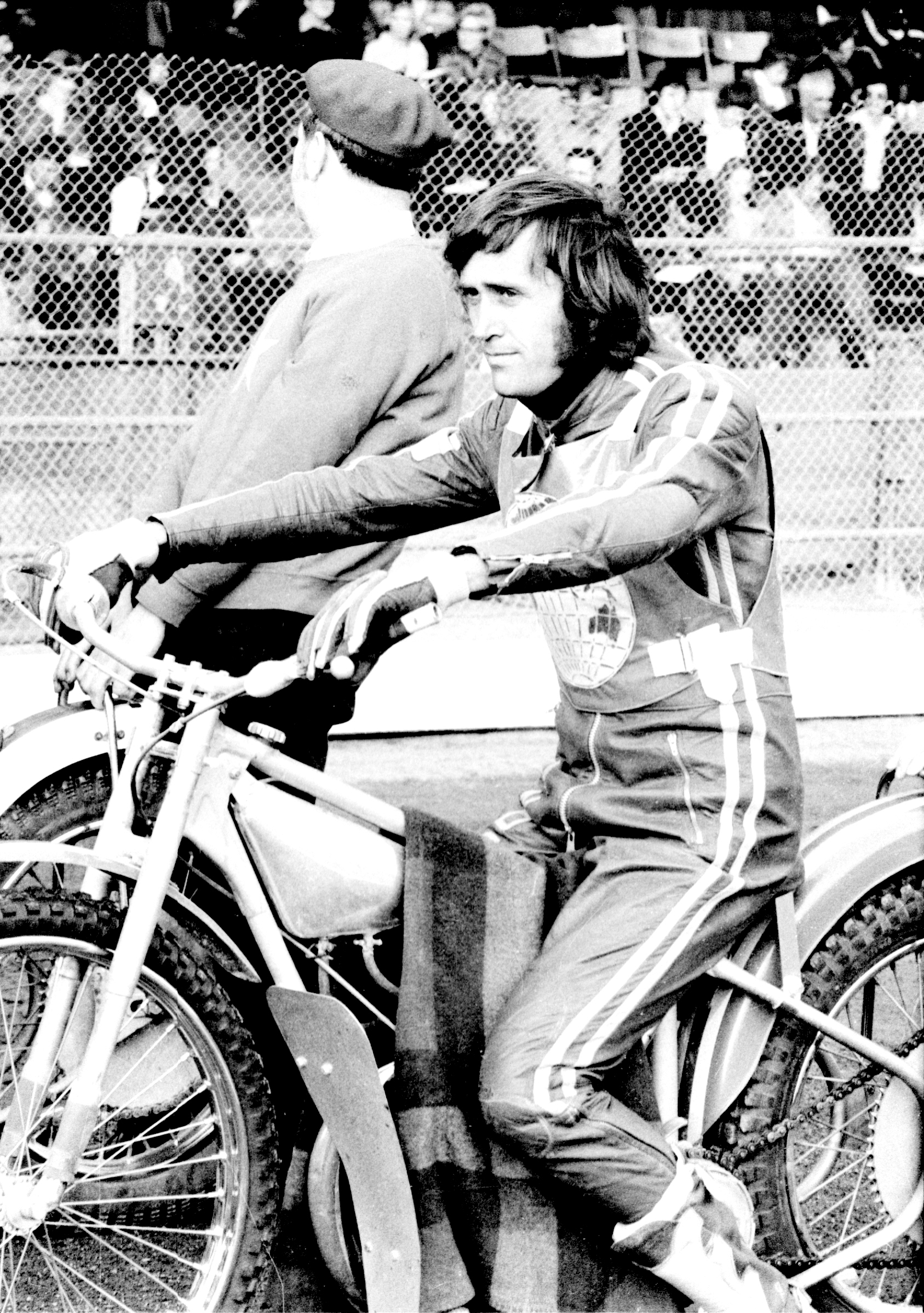
Anders Michanek - mistrz Szwecji 1982

## Finał
- Eskilstuna, 10 września 1982

| Msc. | Zawodnik            | Klub                 | Pkt |  |  |
| ---- | ------------------- | -------------------- | --- |  |  |
| 1    | Anders Michanek     | Getingarna Sztokholm | 14  |  |  |
| 2    | Tommy Nilsson       | Getingarna Sztokholm | 13  |  |  |
| 3    | Jan Andersson       | Kaparna Göteborg     | 12  |  |  |
| 4    | Richard Hellsén     | Getingarna Sztokholm | 11  |  |  |
| 5    | Per Jonsson         | Getingarna Sztokholm | 10  |  |  |
| 6    | Hans Danielsson     | Lejonen Gislaved     | 10  |  |  |
| 7    | Lillebror Johansson | Solkatterna Karlstad | 10  |  |  |
| 8    | Bernt Persson       | Smederna Eskilstuna  | 7   |  |  |
| 9    | Uno Johansson       | Njudungarna Vetlanda | 7   |  |  |
| 10   | Pierre Brannefors   | Kaparna Göteborg     | 7   |  |  |
| 11   | Karl Erik Claesson  | Örnarna Mariestad    | 6   |  |  |
| 12   | Bengt Jansson       | Skepparna Västervik  | 5   |  |  |
| 13   | Börje Klingberg     | Njudungarna Vetlanda | 3   |  |  |
| 14   | Ulf Blomqvist       | Njudungarna Vetlanda | 3   |  |  |
| 15   | Conny Samuelsson    | Njudungarna Vetlanda | 1   |  |  |
| 16   | Kent Bäär           | Solkatterna Karlstad | 1   |  |  |